# Petalostelma
Petalostelma là chi thực vật có hoa trong họ Apocynaceae.